# Bulbophyllum tengchongense
Bulbophyllum tengchongense är en orkidéart som beskrevs av Zhan Huo Tsi. Bulbophyllum tengchongense ingår i släktet Bulbophyllum och familjen orkidéer. Inga underarter finns listade i Catalogue of Life.